# ادو بدیا
ادو بدیا (زاده ۲۳ مارس ۱۹۸۹) یک بازیکن فوتبال اهل اسپانیا است. وی برای باشگاه فوتبال گوا بازی می‌کند.